# Pterogonium densum
Pterogonium densum là một loài Rêu trong họ Leucodontaceae. Loài này được (Sw. ex Hedw.) Schwägr. mô tả khoa học đầu tiên năm 1828.